# Vladimirovtsi
Vladimirovtsi (bulgariska: Владимировци) är ett distrikt i Bulgarien.   Det ligger i kommunen Samuil och regionen Razgrad, i den nordöstra delen av landet, 300 km öster om huvudstaden Sofia.